# Сельское поселение «Смоленское»
Се́льское поселе́ние «Смоленское» — муниципальное образование в Читинском районе Забайкальского края Российской Федерации.
Административный центр — село Смоленка.

## География
Сельское поселение «Смоленское» расположено в центральной части Читинского района на левом берегу реки Читы к северу от города Читы.

## История
Статус и границы сельского поселения установлены Законом Читинской области от 19 мая 2004 года «Об установлении границ, наименований вновь образованных муниципальных образований и наделении их статусом сельского, городского поселения в Читинской области».
Закон Забайкальского края от 25 декабря 2013 года № 922-ЗЗК «О преобразовании и создании некоторых населенных пунктов Забайкальского края»:
Распоряжением Правительства России от 11 октября 2018 г. № 2186-р присвоено наименование вновь образованному населенному пункту — село Верхняя Карповка.

## Население
| 2010  | 2011  | 2012  | 2013  | 2014    | 2015  | 2016  |
| ----- | ----- | ----- | ----- | ------- | ----- | ----- |
| 5068  | ↗5099 | ↗5100 | ↘5056 | ↗5360   | ↗5861 | ↗6196 |
| 2017  | 2018  | 2019  | 2020  | 2021    |       |       |
| ↗6307 | ↗6475 | ↗7006 | ↗7269 | ↗11 968 |       |       |

За счёт постоянного увеличения численности жителей в селе Смоленка общий показатель численности населения сельского поселения увеличивается, при этом численность населения посёлка Забайкальский и села Карповка снижается.
Рост числа жителей села Смоленка во многом обусловлен расположением села в непосредственной близости от Читы (7 километров) и стремлением ряда жителей города переселиться в малоэтажные дома в экологически чистом районе.

## Состав сельского поселения
| № | Населённый пункт | Тип населённого пункта       | Население |
| - | ---------------- | ---------------------------- | --------- |
| 1 | Верхняя Карповка | село                         |           |
| 2 | Забайкальский    | посёлок                      | ↘240      |
| 3 | Карповка         | село                         | ↗636      |
| 4 | Смоленка         | село, административный центр | ↗10 429   |

## Местное самоуправление
Главы администрации
- Щербаков Иван Сергеевич
- Александрова Вера Михайловна

## Экономика
На территории сельского поселения отсутствуют крупные промышленные и сельскохозяйственные предприятия. Основными работодателями являются государственные и муниципальные учреждения образования, культуры и здравоохранения, органы местного самоуправления, коммерческие организации.
В сельском поселении зарегистрировано более 14 индивидуальных предпринимателей и 80 хозяйственных обществ.
Сельское хозяйство представлено в основном личными подсобными хозяйствами. Земли использовавшиеся до 1991 года для производства сельхозпродукции почти полностью застроены.
Промышленность
Основным промышленным предприятием на территории сельского поселения является ЗАО «Читинское зверохозяйство».

## Образовательная система
На территории сельского поселения действуют:
- Средняя общеобразовательная школа (село Смоленка).
- Детский сад «Березка» (село Смоленка).
- Начальная школа-детский сад (село Карповка).

## Учреждения здравоохранения
- Областная больница восстановительного лечения № 4
- Дорожный центр восстановительной медицины и реабилитации «Карповка».
- Фельдшерско-акушерский пункт села Карповка
- Врачебная амбулатория села Смоленка
- Медицинский центр «Резерв»

## Учреждения культуры
- Дом культуры Дорожного центра восстановительной медицины и реабилитации «Карповка» (100 посадочных мест в зрительном зале)
- Библиотека (село Смоленка)

## Транспорт
По территории сельского поселения курсируют автобусы следующих маршрутов:

№ 102 Чита (Вокзал) — поселок Забайкальский

№ 114 Чита (Троллейбусное депо) — Карповка (сезонный — перевозки только в летнее время)

№ 120 Чита (Вокзал) — Карповка (Дорожный центр восстановительной медицины и реабилитации «Карповка»)
№136 Чита (Вокзал) - Смоленка (Добротный, Благодатный)

## Достопримечательности и памятники
В 5 километрах к востоку от села Смоленка, по федеральной трассе, находится мемориал жертвам политических репрессий. 

В Карповке находится памятник — братская могила 28 воинов НРА ДВР.

## Известные люди
В 1956—2000 году в Смоленской средней школе работала Калягина Людмила Васильевна, удостоенная в 1978 году звания Героя Социалистического Труда.